# Le Samyn 2018
La 50.ª edición de carrera ciclista belga de un día Le Samyn se celebró el 27 de febrero de 2018, entre las ciudades de Quaregnon y Dour.
La carrera hizo parte del UCI Europe Tour 2018, dentro de la categoría UCI 1.1 y fue ganada por el corredor neerlandés Niki Terpstra del equipo Quick-Step Floors. El podio lo completaron el ciclista belga Philippe Gilbert del Quick-Step Floors y el francés Damien Gaudin del Direct Énergie.

## Equipos
Tomaron la partida un total de 21 equipos, de los cuales 3 fueron de categoría UCI WorldTeam, 11 Profesional Continental y 7 Continental, quienes conformaron un pelotón de 146 ciclistas de los cuales terminaron 63.
| WorldTeams (3)- AG2R La Mondiale - Quick-Step Floors - Lotto Soudal Equipos continentales profesionales (11)- Wanty-Groupe Gobert - Aqua Blue Sport - Cofidis, Solutions Crédits - Direct Énergie - Fortuneo-Samsic - Roompot-Nederlandse Loterij - Sport Vlaanderen-Baloise - UnitedHealthcare - Vérandas Willems-Crelan - Vital Concept - WB-Aqua Protect-Veranclassic Equipos continentales (7)- AGO-Aqua Service - Cibel-Cebon - Differdange-Losch - Sovac-Natura4Ever - Roubaix Lille Métropole - Tarteletto-Isorex - T.Palm-Pôle Continental Wallon |
| |

## Clasificación final
Los primeros clasificados fueron:
| \| Clasificación general \| Clasificación general \| Clasificación general \| Clasificación general \| Clasificación general \| \| Ciclista \| Ciclista \| Equipo \| Tiempo \| \| \| --------------------- \| --------------------- \| ---------------------------- \| --------------------- \| --------------------- \| \| 1.º \| Niki Terpstra \| Quick-Step Floors \| 4 h 47 min 48 s \| \| \| 2.º \| Philippe Gilbert \| Quick-Step Floors \| + 25 s \| \| \| 3.º \| Damien Gaudin \| Direct Énergie \| + 46 s \| \| \| 4.º \| Adrien Petit \| Direct Énergie \| + 1 min 18 s \| \| \| 5.º \| Gediminas Bagdonas \| AG2R La Mondiale \| + 1 min 18 s \| \| \| 6.º \| Alex Kirsch \| WB-Aqua Protect-Veranclassic \| + 1 min 21 s \| \| \| 7.º \| Benoît Jarrier \| Fortuneo-Samsic \| + 1 min 59 s \| \| \| 8.º \| Nico Denz \| AG2R La Mondiale \| + 1 min 59 s \| \| \| 9.º \| Frederik Backaert \| Wanty-Groupe Gobert \| + 1 min 59 s \| \| \| 10.º \| Alexandre Pichot \| Direct Énergie \| + 2 min 02 s \| \| |                    |                              |                 |
| |                    |                              |                 |
| Fuente: ProCyclingStats |                    |                              |                 |
| Clasificación general |                    |                              |                 |
| Ciclista | Ciclista           | Equipo                       | Tiempo          |
| 1.º | Niki Terpstra      | Quick-Step Floors            | 4 h 47 min 48 s |
| 2.º | Philippe Gilbert   | Quick-Step Floors            | + 25 s          |
| 3.º | Damien Gaudin      | Direct Énergie               | + 46 s          |
| 4.º | Adrien Petit       | Direct Énergie               | + 1 min 18 s    |
| 5.º | Gediminas Bagdonas | AG2R La Mondiale             | + 1 min 18 s    |
| 6.º | Alex Kirsch        | WB-Aqua Protect-Veranclassic | + 1 min 21 s    |
| 7.º | Benoît Jarrier     | Fortuneo-Samsic              | + 1 min 59 s    |
| 8.º | Nico Denz          | AG2R La Mondiale             | + 1 min 59 s    |
| 9.º | Frederik Backaert  | Wanty-Groupe Gobert          | + 1 min 59 s    |
| 10.º | Alexandre Pichot   | Direct Énergie               | + 2 min 02 s    |

## UCI World Ranking
La carrera Le Samyn otorga puntos para el UCI Europe Tour 2018 y el UCI World Ranking, este último para corredores de los equipos en las categorías UCI WorldTeam, Profesional Continental y Equipos Continentales. Las siguientes tablas muestran el baremo de puntuación y los 10 corredores que obtuvieron más puntos:
| Posición   | 1º  | 2º | 3º | 4º | 5º | 6º | 7º | 8º | 9º | 10º | 11º | 12º | 13º-15º | 16º-25ª |
| Puntuación | 125 | 85 | 70 | 60 | 50 | 40 | 35 | 30 | 25 | 20  | 15  | 10  | 5       | 3       |

| 1.º  | Niki Terpstra      | Quick-Step Floors            | 125 |
| 2.º  | Philippe Gilbert   | Quick-Step Floors            | 85  |
| 3.º  | Damien Gaudin      | Direct Énergie               | 70  |
| 4.º  | Adrien Petit       | Direct Énergie               | 60  |
| 5.º  | Gediminas Bagdonas | Ag2r La Mondiale             | 50  |
| 6.º  | Alex Kirsch        | WB-Aqua Protect-Veranclassic | 40  |
| 7.º  | Benoît Jarrier     | Fortuneo-Samsic              | 35  |
| 8.º  | Nico Denz          | Ag2r La Mondiale             | 30  |
| 9.º  | Frederik Backaert  | Wanty-Groupe Gobert          | 25  |
| 10.º | Alexandre Pichot   | Direct Énergie               | 20  |